# Arlington Heights (Pennsylvanie)
Arlington Heights est une census-designated place située dans le comté de Monroe, dans l’État de Pennsylvanie, aux États-Unis. Lors du recensement de 2020, elle compte 6 331 habitants.